# تمایلات بازار

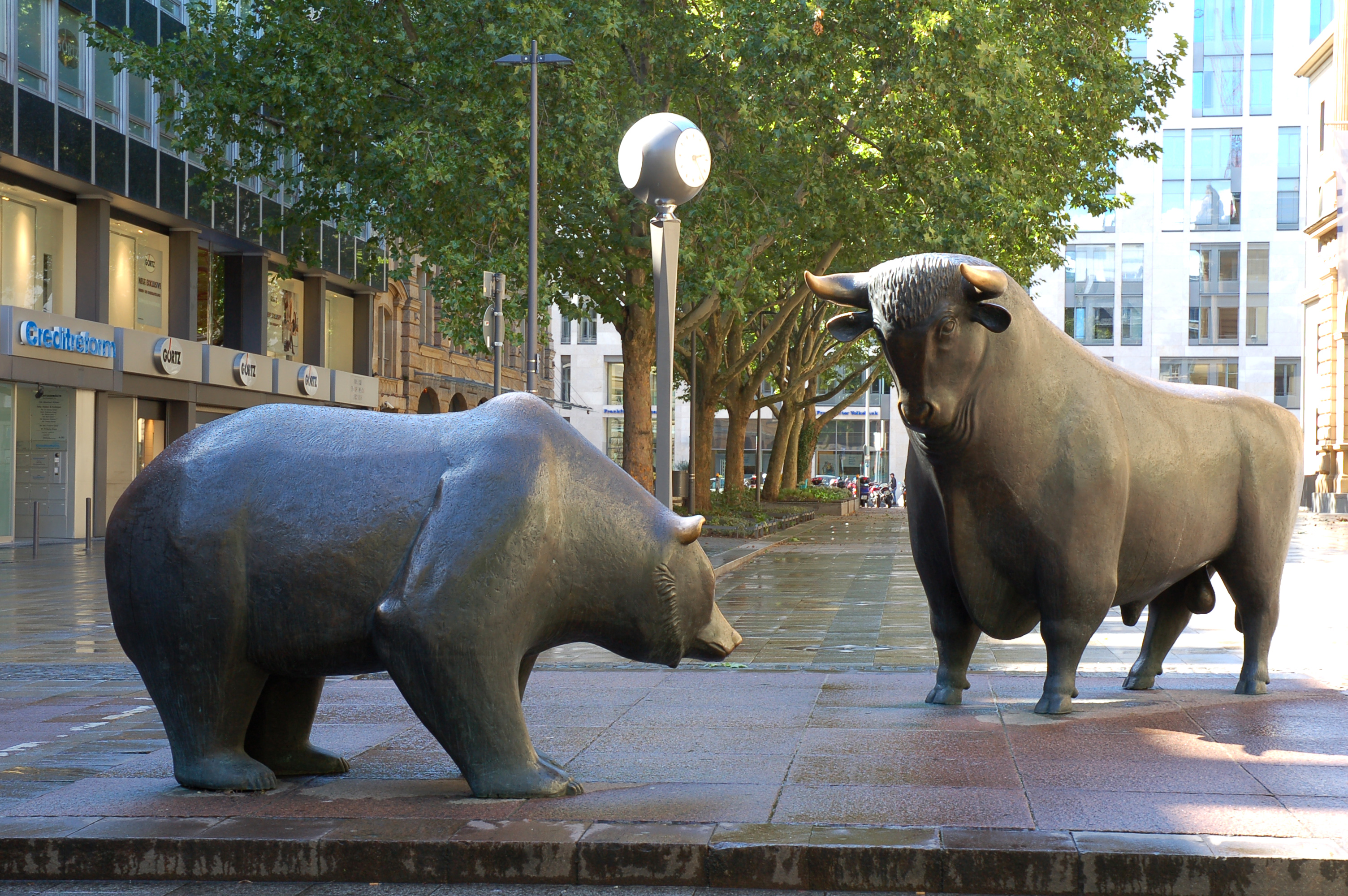
خرس و گاو، راینهارد داخلاوئر، فرانکفورت

تمایلات بازار طرز برخورد عموماً غالب سرمایه‌گذاران در خصوص سیر مورد انتظار قیمت‌ها در یک بازار است. این گرایش مجموعی از عوامل بنیادین و تکنیکی، از جمله پیشینهٔ قیمت، گزارش‌های اقتصادی، عوامل فصلی و وقایع ملی و جهانیست.
برای مثال، اگر سرمایه گذارانی انتظار حرکت صعودی قیمت‌ها در بازار بورس را داشته باشند، به رویکرد گاوی گفته می‌شود. در مقابل، اگر رویکرد بازار خرسی باشد، بیشتر سرمایه گذاران انتظار حرکت نزولی قیمت‌ها را دارند. رویکرد بازار معمولاً نشانگری مخالف خوانانه دانسته می‌شود: آنچه بیشتر مردم انتظارش را دارند چیزیست که خوب است علیهش شرط بست. رویکرد بازار به این دلیل مورد استفاده قرار می‌گیرد که باور بر این است نشانگر خوبی در خصوص حرکت‌های بازار است، خصوصاً وقتی بسیار شدید باشد. رویکرد گاوی معمولاً با بالاتر رفتن بازار بیش از حد معمول دنبال می‌شود، و بالعکس. این نامگذاری بر اساس رفتار این دو حیوان در نزاع صورت گرفته است. گاو در نزاع سرش را بالا می‌گیرد و خرس در نزاع سرش را پایین می‌آورد. در عکس مجسمه‌ها ملاحظه نمائید.